# Тик-так, бум!
«Тик-так, бум!» (англ. Tick, Tick... Boom!) — художественный фильм снятый Лин-Мануэлем Мирандой (его полнометражный режиссёрский дебют) по сценарию Стивена Левенсона, основанному на одноимённом мюзикле Джонатана Ларсона. В фильме снимались Эндрю Гарфилд, Александра Шипп и Ванесса Хадженс.
Мировая премьера фильма состоялась на фестивале Американского института киноискусства 10 ноября 2021 года. Фильм получил положительные отзывы критиков, игра Гарфилда получила всеобщее признание. На 79-й церемонии вручения премии «Золотой глобус» фильм получил две номинации в категориях «Лучший фильм — комедия или мюзикл» и «Лучшая мужская роль — комедия или мюзикл». За свою игру Эндрю Гарфилд получил премию «Золотой глобус».

## Сюжет
1992 год. Джонатан Ларсон исполняет свой рок-монолог «Тик-так, бум!» перед аудиторией Нью-Йоркской театральной студии при поддержке своих друзей Роджера и Карессы Джонсон. Он начинает рассказывать о неделе, предшествующей его 30-летию, и о своём желании стать успешным композитором музыкального театра («30/90»).
1990 год. Джонатан совмещает работу в закусочной Moondance с подготовкой к семинару в Playwrights Horizons своего мюзикла Superbia, над которым он работает уже восемь лет. Он устраивает дома вечеринку с друзьями, включая своего бывшего соседа по комнате Майкла, который оставил актёрство ради рекламы, свою девушку Сьюзан, танцовщицу, ставшую учительницей, и официантов Фредди и Кэролин. Позже, оставшись наедине, Сьюзан рассказывает Джонатану о работе преподавателя в театре Jacob’s Pillow и просит его тоже приехать.
Джонатан навещает Майкла в его новой квартире в Верхнем Ист-Сайде, отмечая его финансовый успех и более высокий уровень жизни по сравнению с их старой квартирой. Айра Вайцман, руководитель программы музыкального театра в Playwrights Horizons, просит Джонатана написать новую песню для мюзикла «Superbia». Это беспокоит его, поскольку его кумир, Стивен Сондхайм, сказал ему то же самое на семинаре ASCAP несколько лет назад, но он не может ничего придумать, а у него есть всего одна неделя.

## В ролях
- Эндрю Гарфилд — Джонатан Ларсон
- Александра Шипп — Сьюзен Уилсон
- Робин де Хесус — Майкл
- Джошуа Генри — Роджер
- Ванесса Хадженс — Каресса Джонсон
- Джонатан Марк Шерман — Айра Вайцман
- Эмджей Родригес  — Кэролин
- Бен Ливай Росс — Фредди

## Производство
В июле 2018 года стало известно, что Лин-Мануэль Миранда дебютирует в качестве режиссёра адаптации известного мюзикла.
В июне 2019 года Netflix приобрёл права на распространение фильма. Эндрю Гарфилд получил главную роль. В ноябре в актёрский состав вошли Александра Шипп, Ванесса Хадженс.
Съёмки начались в марте 2020 года, но производство было остановлено к апрелю 2020 года из-за пандемии COVID-19. Производство возобновилось в октябре 2020 года и завершилось в ноябре 2020 года.

## Релиз
Мировая премьера фильма состоялась на фестивале Американского института киноискусства 10 ноября 2021 года, а его премьера в Нью-Йорке состоялась в Театре Шёнфельда. 12 ноября 2021 года фильм вышел в ограниченный прокат, а 19 ноября 2021 года стал доступен на Netflix.

## Восприятие
На сайте Rotten Tomatoes фильм имеет рейтинг 88 % основанный на 128 отзывах, со средней оценкой 7.6/10. Консенсус критиков гласит: «Фильм создаёт музыкальное волшебство из истории, посвящённой творческому процессу — впечатляющий подвиг для начинающего режиссёра Лин-Мануэля Миранды». На Metacritic средневзвешенная оценка составляет 75 из 100 на основе 33 рецензий.

### Награды и номинации
| Награда                                                   | Год             | Категория                                       | Номинанты и получатели           | Результат |
| --------------------------------------------------------- | --------------- | ----------------------------------------------- | -------------------------------- | --------- |
| Международный кинофестиваль в Палм-Спрингс                | 6 января 2022   | Приз Desert Palm Award                          | Эндрю Гарфилд                    | Победа    |
| Премия «Золотой глобус»                                   | 9 января 2022   | Лучший фильм — комедия или мюзикл               | «Тик-так, бум!»                  | Номинация |
| Премия «Золотой глобус»                                   | 9 января 2022   | Лучшая мужская роль — комедия или мюзикл        | Эндрю Гарфилд                    | Победа    |
| Премия Австралийской академии кинематографа и телевидения | 26 января 2022  | Лучший международный актёр                      | Эндрю Гарфилд                    | Номинация |
| Премия Гильдии киноактёров США                            | 27 февраля 2022 | Лучшая мужская роль                             | Эндрю Гарфилд                    | Номинация |
| Американская ассоциация монтажёров                        | 5 марта 2022    | Лучший монтаж в комедийном / музыкальном фильме | Майрон Керштейн и Эндрю Вайсблум | Победа    |
| Американский институт киноискусства                       | 11 марта 2022   | ТОП-10 лучших фильмов года                      | «Тик-так, бум!»                  | Победа    |
| Премия Гильдии режиссёров США                             | 12 марта 2022   | Лучший режиссёр-дебютант                        | Лин-Мануэль Миранда              | Номинация |
| Премия «Выбор критиков»                                   | 13 марта 2022   | Лучший фильм                                    | «Тик-так, бум!»                  | Номинация |
| Премия «Выбор критиков»                                   | 13 марта 2022   | Лучшая мужская роль                             | Эндрю Гарфилд                    | Номинация |
| Премия Гильдии продюсеров США                             | 19 марта 2022   | Лучший игровой фильм                            | Лин-Мануэль Миранда и Джули О    | Номинация |
| Премия Гильдии сценаристов США                            | 20 марта 2022   | Лучший адаптированный сценарий в фильме         | Стивен Левенсон                  | Номинация |
| Премия «Оскар»                                            | 27 марта 2022   | Лучшая мужская роль                             | Эндрю Гарфилд                    | Номинация |
| Премия «Оскар»                                            | 27 марта 2022   | Лучший монтаж                                   | Майрон Керштейн и Эндрю Вайсблюм | Номинация |
| Премия «Спутник»                                          | 2 апреля 2022   | Лучший фильм — комедия или мюзикл               | «Тик-так, бум!»                  | Победа    |
| Премия «Спутник»                                          | 2 апреля 2022   | Лучший режиссёр                                 | Лин-Мануэль Миранда              | Номинация |
| Премия «Спутник»                                          | 2 апреля 2022   | Лучшая мужская роль — комедия или мюзикл        | Эндрю Гарфилд                    | Победа    |
| Премия «Спутник»                                          | 2 апреля 2022   | Лучшая мужская роль второго плана               | Робин де Хесус                   | Номинация |
| Премия «Спутник»                                          | 2 апреля 2022   | Лучшая операторская работа                      | Элис Брукс                       | Номинация |
| Премия «Спутник»                                          | 2 апреля 2022   | Лучший монтаж                                   | Майрон Керстайн и Эндрю Вайсблум | Номинация |
| Премия «Спутник»                                          | 2 апреля 2022   | Лучший звук                                     | Пол Хсю и Тод А. Мейтленд        | Победа    |